# NGC 3723
NGC 3723 este o galaxie lenticulară situată în constelația Cupa. A fost descoperită în 1880 de către . Se află la o distanță de 81,28 de megaparseci de Pământ.